# Ver-sur-Mer

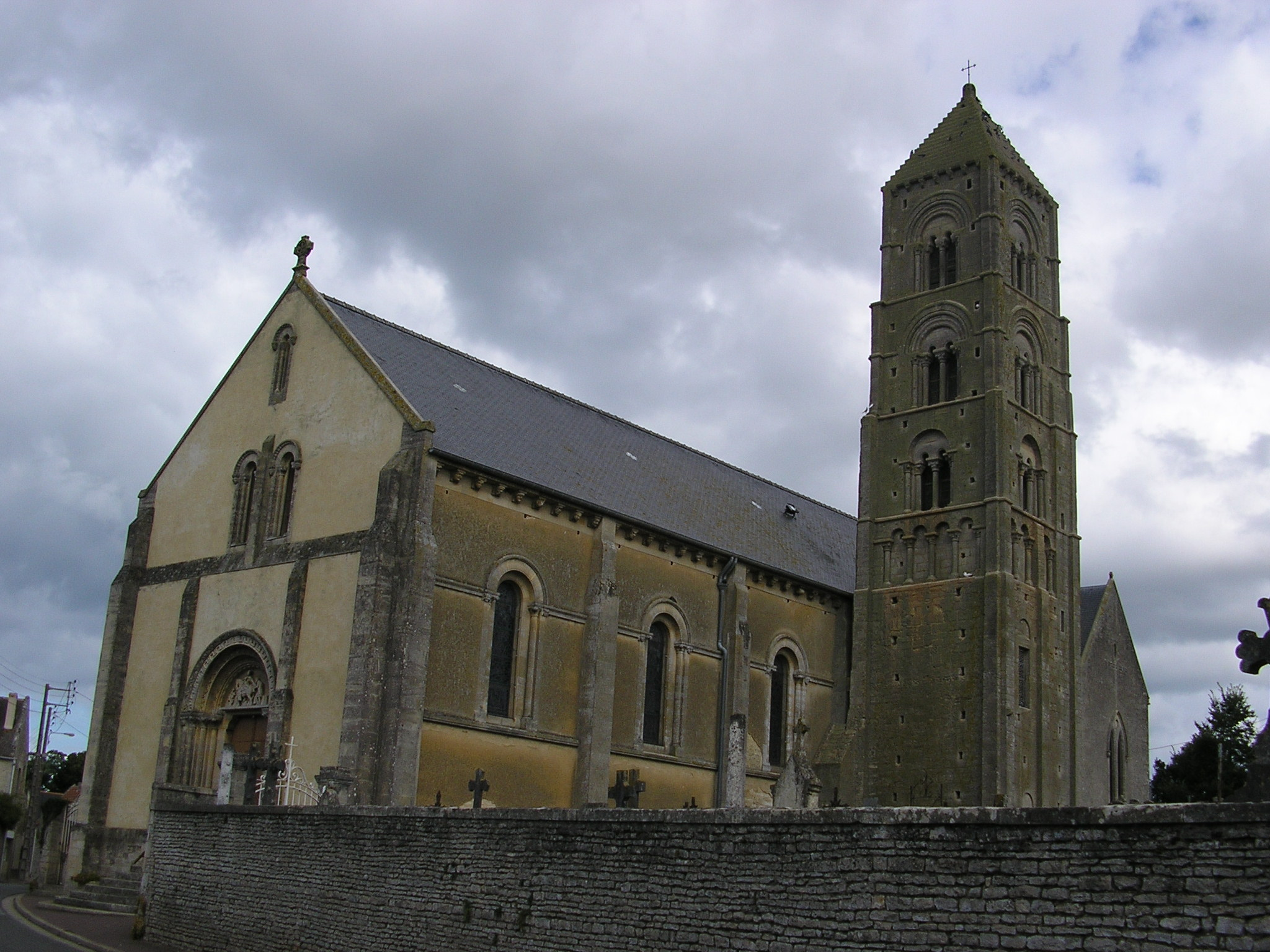
Eglise St Martin

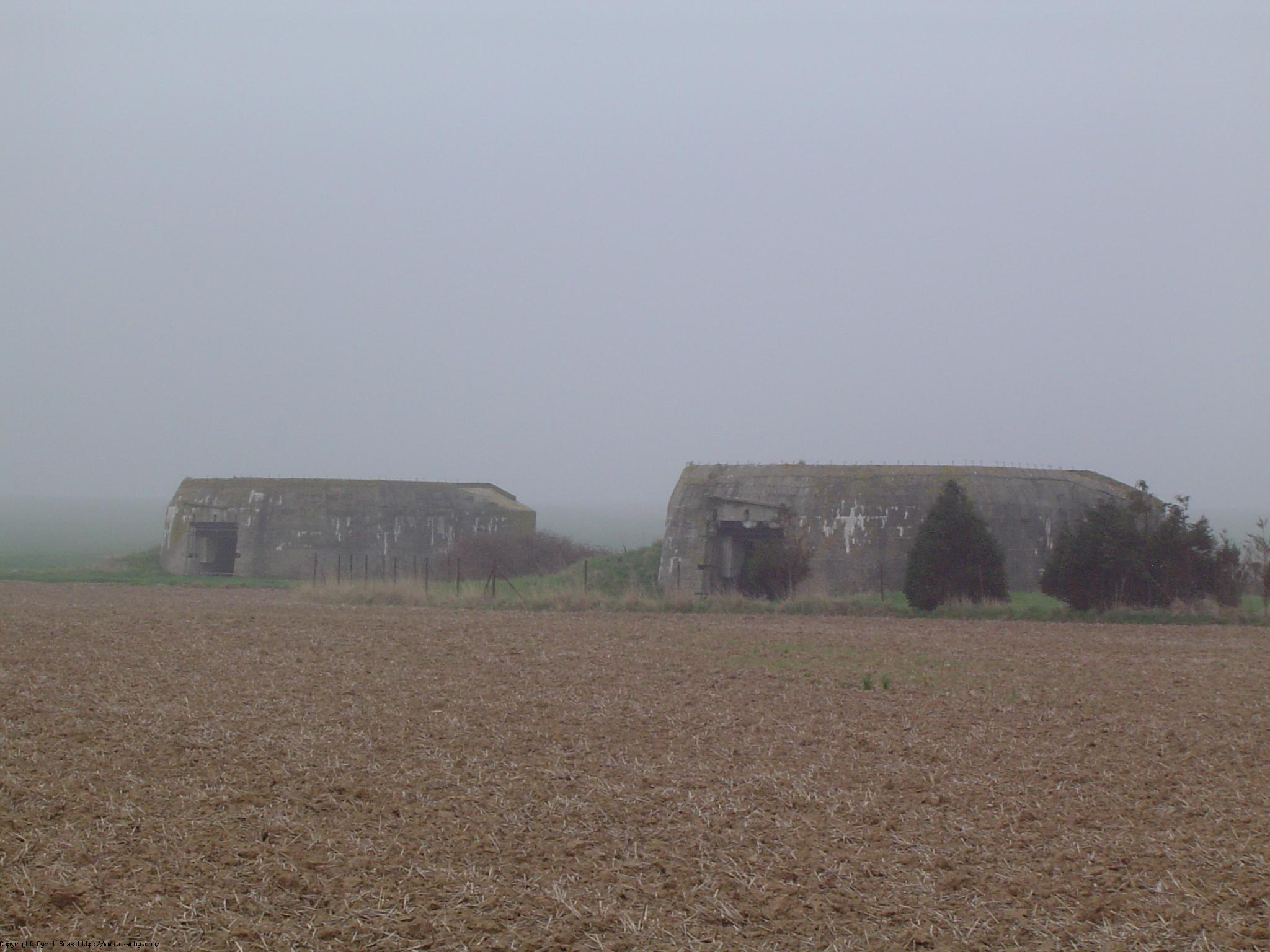
Blockhaus datant de la Seconde Guerre mondiale près de Ver-sur-Mer

C'est une station balnéaire sur la Manche.
Ver-sur-Mer là một xã ở tỉnh Calvados, thuộc vùng Normandie ở tây bắc nước Pháp.

## Dân số
| 1962                                                            | 1968 | 1975 | 1982 | 1990 | 1999 |
| --------------------------------------------------------------- | ---- | ---- | ---- | ---- | ---- |
| 623                                                             | 580  | 701  | 966  | 1359 | 1307 |
| Nombre retenu à partir de 1962: Population sans doubles comptes |      |      |      |      |      |